# Drosera gigantea
Drosera gigantea es una especie de planta carnívora, tuberosa y perenne perteneciente al género Drosera. Es originaria de Australia Occidental.

## Descripción
D. gigantea produce pequeñas hojas en forma de escudo a lo largo de muchas ramas laterales que se asemejan a un pequeño árbol. Las plantas individuales pueden crecer hasta 0.2-1 m de altura. Debido a su forma de árbol, se considera una de las mayores especies de Drosera. También es fácil de cultivar y prefiere la humedad, condiciones de humedad que se le proporcionan en los invernaderos. Las flores blancas aparecen desde agosto hasta noviembre. Los tubérculos de color rojo de esta especie pueden crecer hasta los 3,8 cm de diámetro y pueden encontrarse a un metro del suelo.

## Distribución y hábitat
Crece en suelos arenosos en los márgenes de pantanos y cerca de los afloramientos de granito a lo largo de la costa de Australia Occidental desde el norte de Albany hasta el sur de Geraldton. 

## Propiedades
En los brotes de D. gigantea se han encontrado que contienen raros metabolitos secundarios de naftoquinona, glucósidos, droserona, hydroxydroseroney plumbagin. Se cree que los glucósidos son responsables del color marrón de la planta.

## Taxonomía
D. gigantea fue descrita por primera vez por John Lindley en 1839 A sketch of the vegetation of the Swan River Colony. En 1992, N.G.Marchant y Allen Lowrie describen una nueva subespecie, D. gigantea subsp. geniculata, que crece hasta los 0,45 m de alto en los negros suelos arenosos, cerca de Perth y al sur. Jan Schlauer no está de acuerdo con Marchant y Lowriela de dar al nuevo taxón un rango de subespecie, por lo que publicó una nueva combinación del taxón en el grado de variedad en una edición de 1996 en Carnivorous Plant Newsletter. Argumentó que las subespecies se debe reservar para los casos de alopatría, o geográficamente aisladas. Otros están en desacuerdo con esta evaluación, en línea con Flora de Australia donde en la base de datos, figura las variedad del taxón (D. gigantea var. geniculata (N.G.Marchant & Lowrie) Schlauer) como sinónimo de la subespecie.

Etimología
Drosera: tanto su nombre científico –derivado del griego δρόσος (drosos): "rocío, gotas de rocío"– como el nombre vulgar –rocío del sol, que deriva del latín ros solis: "rocío del sol"– hacen referencia a las brillantes gotas de mucílago que aparecen en el extremo de cada hoja, y que recuerdan al rocío de la mañana.
gigantea: epíteto latino que significa "enorme".
Sinonimia
- Drosera arbuscula Preiss ex Diels[13]